# Televizní věž v Kyjevě
Televizní věž v Kyjevě (ukrajinsky Київська телевежа) je 385 metrů vysoká televizní věž v Kyjevě. Výstavba věže pro televizní a rádiové vysílání začala v roce 1968 a byla dokončena v roce 1973.

## Konstrukce, využití
Vysílač stojí na 100 metrů vysoké základně zpevněné čtyřmi nakloněnými podpěrami. Nosnou konstrukci tvoří ocelové příhradové vazníky různých průměrů a tlouštěk. Střední trubková konstrukce o průměrů 4 m a tloušťce stěn 12 mm obsahuje výtahovou šachtu. Pro vertikální přepravu až téměř na vrchol jsou k dispozici dva výtahy: jeden jezdí do výšky 200 m, druhý 329 m. Stavba dosahuje hmotnosti 2700 tun. Zajišťuje vysoce kvalitní televizní signál v okruhu 90 až 110 km.
Kyjevská televizní věž byla do roku 2012 nejvyšší stavbou na světě z příhradových nosníků. Stavba je zajímavá i tím, že všechny konstrukční spoje jsou svařované. V současnosti je druhá nejvyšší za Tokyo Sky Tree.
Věž byla zpočátku projektovaná pro Moskvu, tehdejší hlavní město Sovětského svazu. Komunistické vedení země však preferovalo jiný projekt, ze kterého vznikla Televizní věž Ostankino. Později, když město Kyjev potřebovalo svou vlastní věž, byl projekt obnoven. Aby nebyla vyšší než Ostankino, přikázala sovětská vláda zkrátit její výšku skoro o 30 %.

## Vojenský útok
Dne 1. března 2022 se během ruské invaze stala terčem útoku. Byla zasažena přilehlá budova s řídící místností a místní rozvodná stanice. V důsledku toho zahynulo pět lidí. Ukrajinský státní poradce Anton Heraščenko obvinil ruskou armádu, že se pokusila narušit komunikační signál ve městě. Podle listu The Kyiv Independent bylo po útoku přerušeno vysílání ukrajinských televizních kanálů.
Ukrajinské ministerstvo zahraničí útok odsoudilo kvůli blízkosti památníku masakru v Babím Jaru. Centrum památníku holocaustu Babí Jar potvrdilo zprávy, že na tento památník dopadla druhá raketa (údajně zahynuli lidé i přímo v památníku), jiné zprávy to vyvracejí.